# Esterau (Stederau)
Die Esterau ist ein 14,9 km langer, rechter Nebenfluss der Stederau im niedersächsischen Landkreis Uelzen.

## Geografie

### Verlauf
Sie hat ihre Quelle südöstlich von Flinten (Gemeinde Bad Bodenteich, Samtgemeinde Aue), hier noch unter dem Namen „Flintengraben“. Von dort fließt sie in nordwestlicher Richtung vorbei an Heuerstorf, unterquert die Bahnstrecke Stendal–Uelzen, verläuft parallel zur Kreisstraße 29, fließt vorbei an Könau, Kroetzmühle, vorbei am Naturschutzgebiet Droher Holz, vorbei an Emern, Lehmke und Esterholz und unterquert den Elbe-Seitenkanal nördlich der Schleuse Uelzen. Sie mündet im östlichen Bereich von Stederdorf (Gemeinde Wrestedt) in die Stederau.

## Erlebnisraum Esterauniederung
Seit 2007 entwickelt die NABU Kreisgruppe Uelzen zwischen Könau und Kroetzmühle den „Erlebnisraum Esterauniederung“. Unter anderem durch Anlage von Stillgewässern, extensiven Beweidungsflächen, Unterhalt eines Rundweges und Errichtung eines Beobachtungsturmes. Die Beweidung der verpachteten Flächen mit Dülmener Pferden und Dexterrindern wird durch die sozialtherapeutische Einrichtung „Martinshof Klein Bollensen“ betreut.

In der Esterauniederung
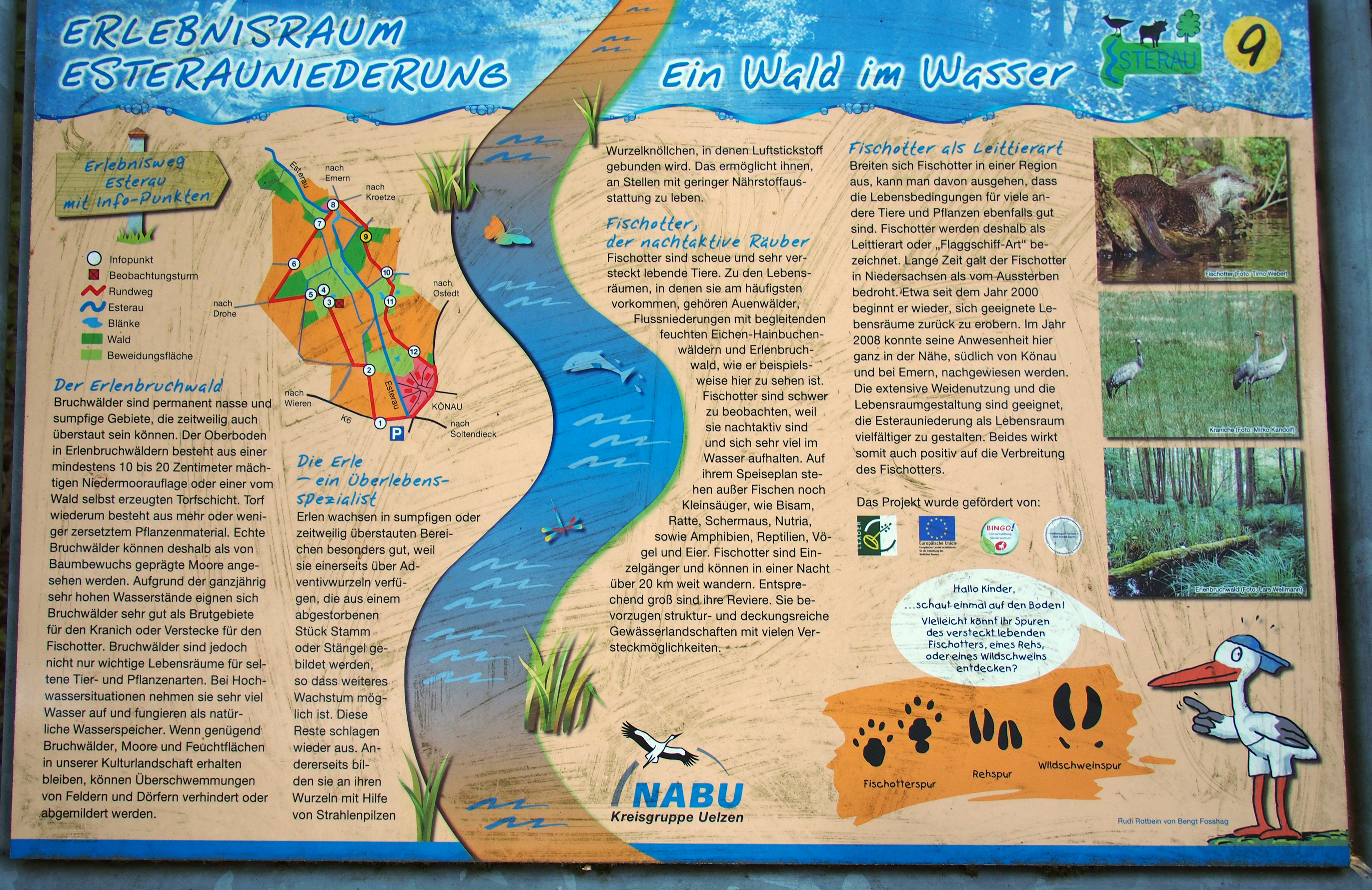
NABU-Infotafel mit Kartenausschnitt
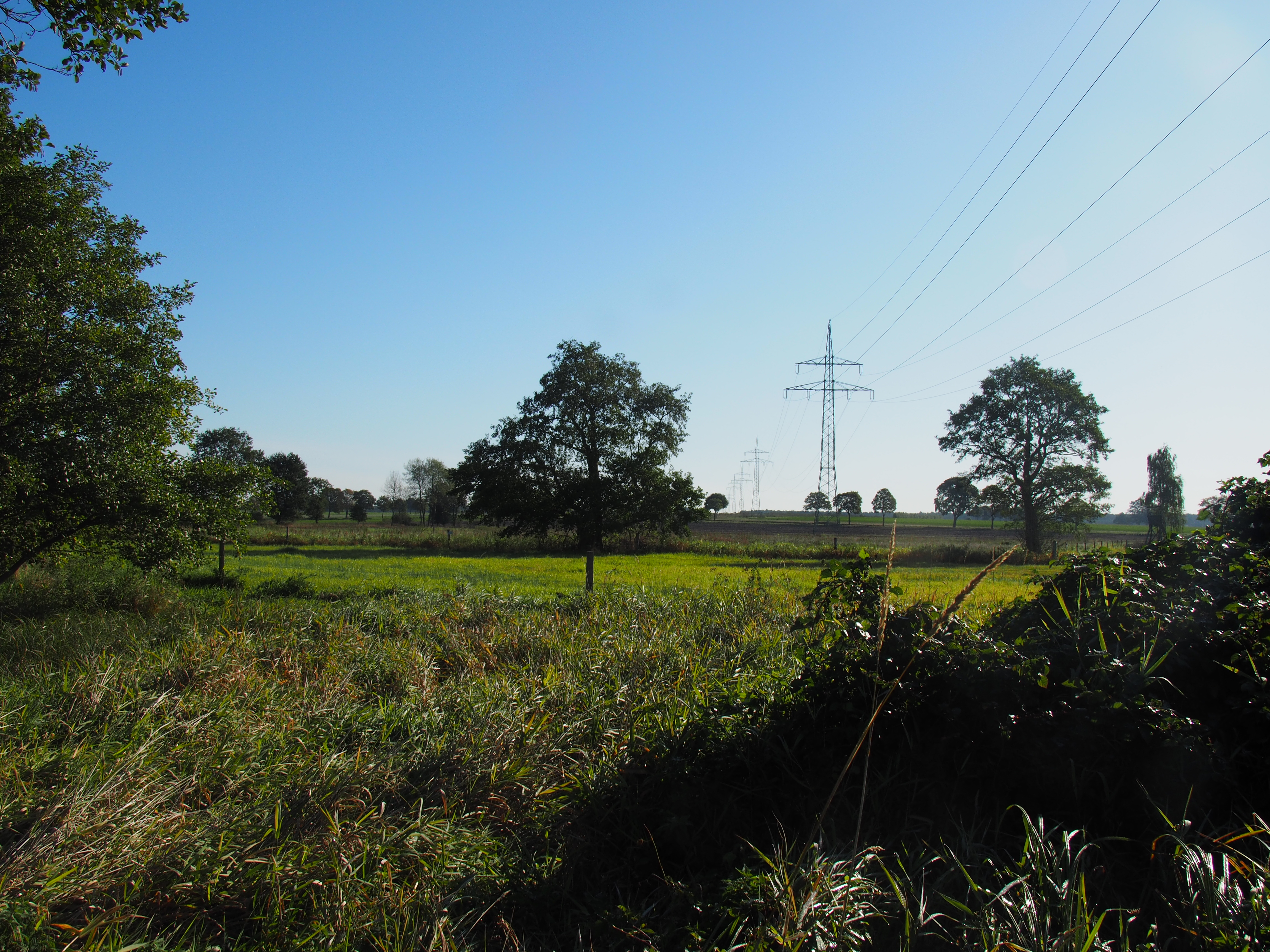
Die Esterauniederung
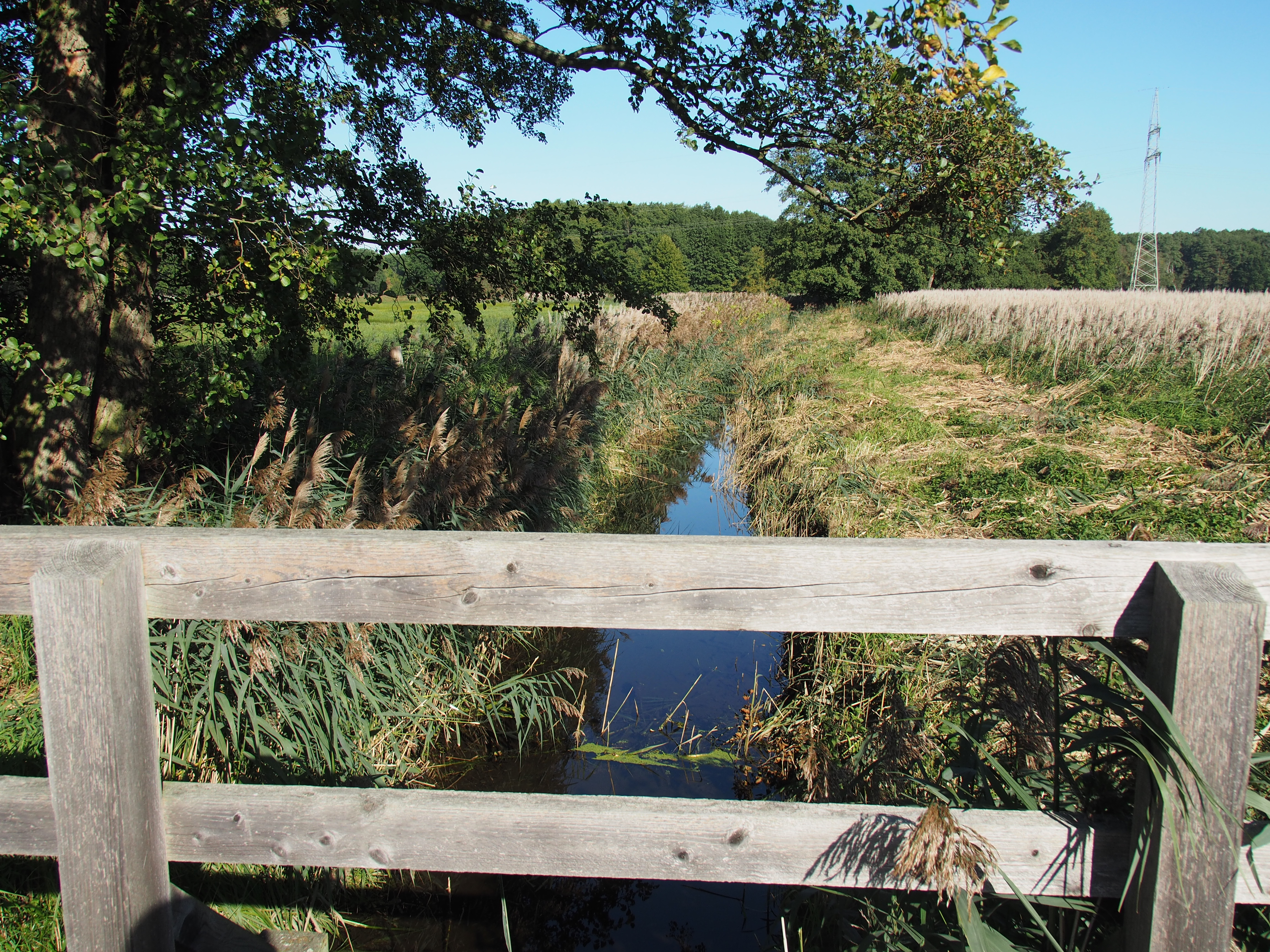
Brücke am Rundweg über die Esterau
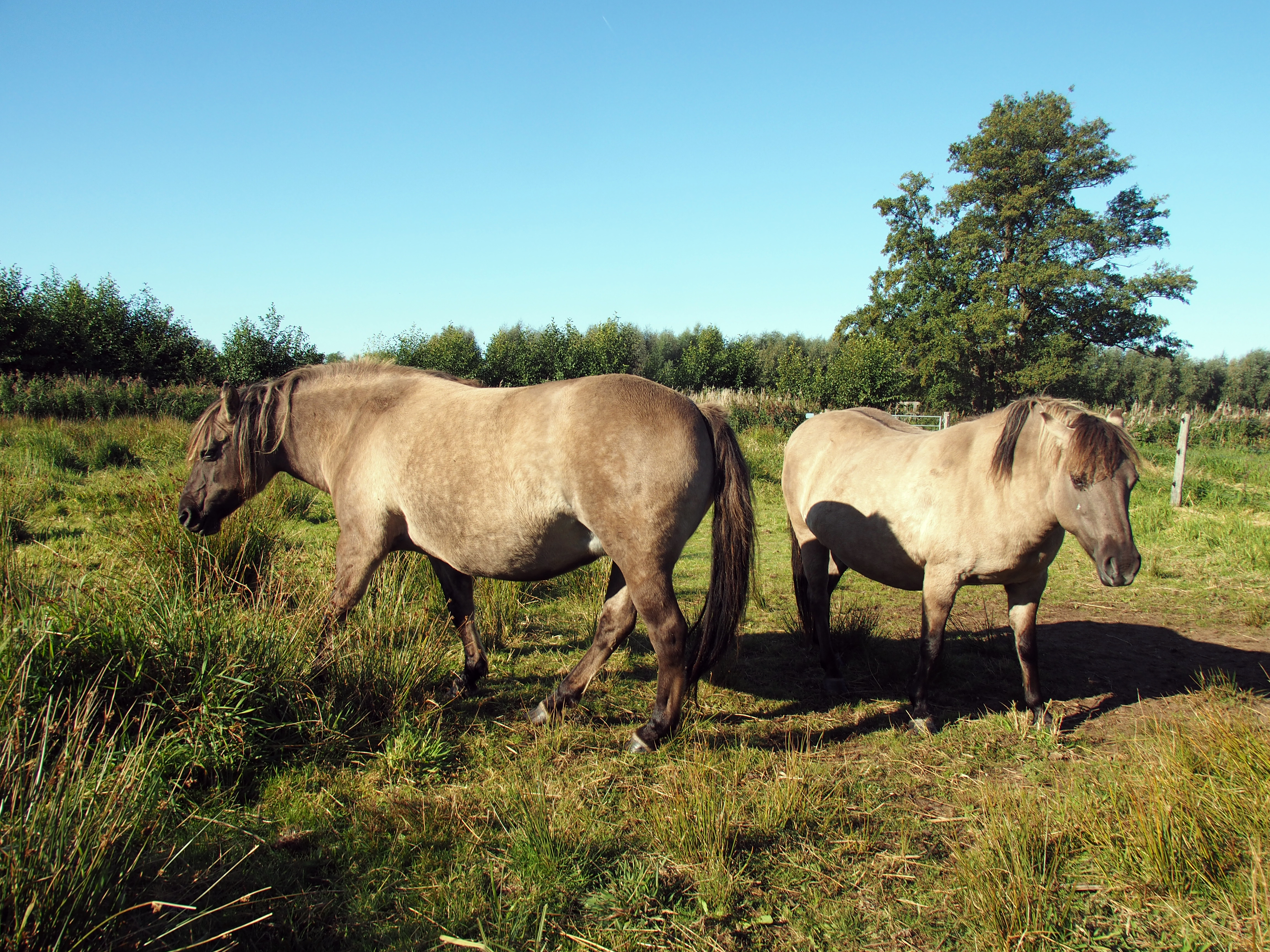
Dülmener Pferde auf der Weide
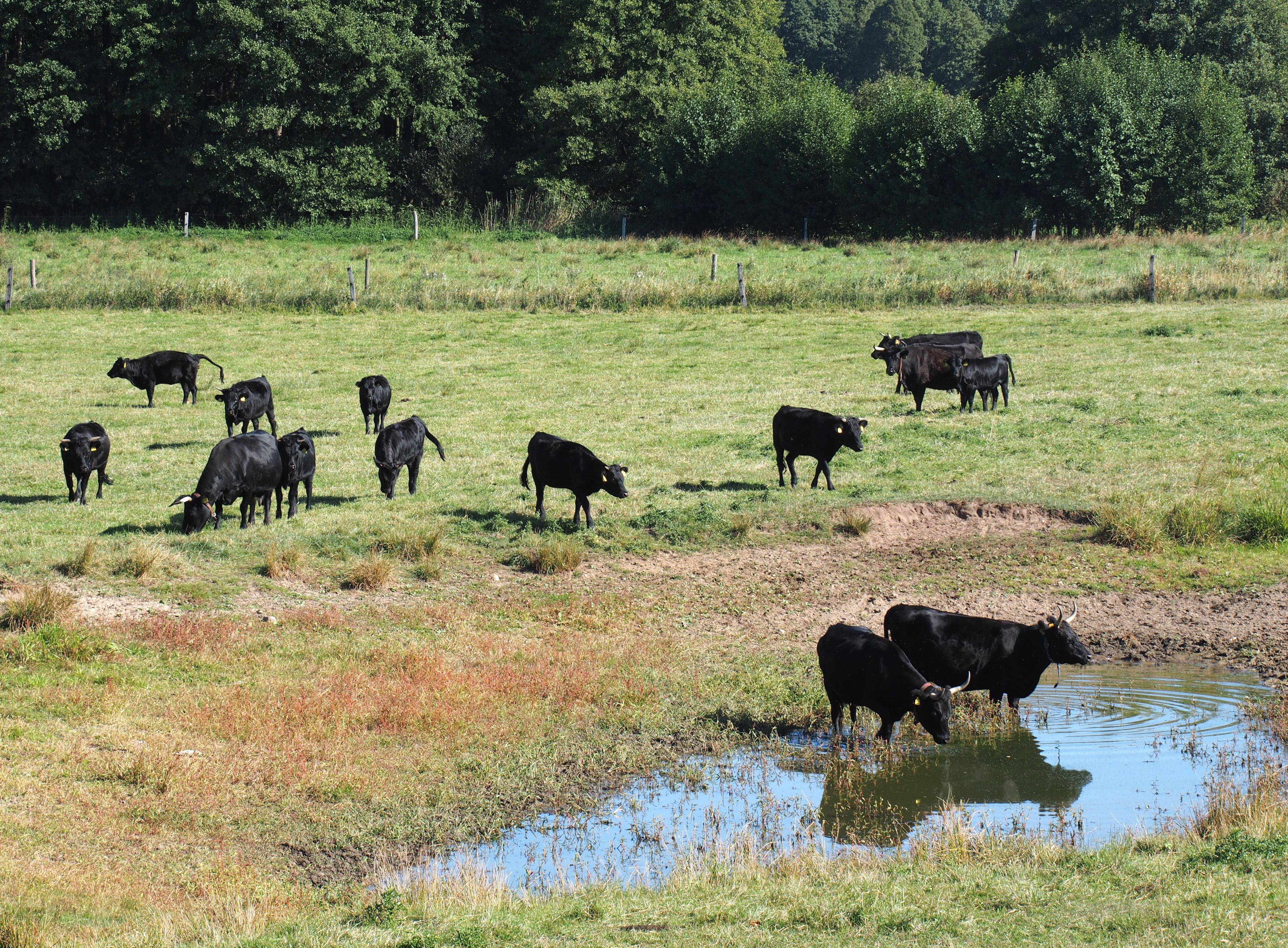
Dexter-Rinder an einer künstlich angelegten Bläke